# Duetto a tre
Duetto a tre (The Third Wheel) è una commedia del 2002 diretta da Jordan Brady.

## Trama
Il film racconta dell'appuntamento tra Stanley e Diana, riuscito ad ottenere da lui dopo circa un anno e mezzo di tentennamenti, perché terribilmente timido e insicuro. Il tutto organizzato dall'amico di lui e collega di lavoro di entrambi, Michael. Un appuntamento che però diventa "a tre", poiché, dopo aver accidentalmente investito il senzatetto Phil, questi passerà volutamente tutta la serata con loro, rendendo il tutto drammaticamente più ingarbugliante, costringendo Stanley a cambiare continuamente i suoi piani per la serata in programma.